# John McCabe
John McCabe (født 21. april 1939 i Huyton, Liverpool - død 13. februar 2015 i London, England) var en engelsk komponist, lærer, pianist og forfatter.
McCabe studerede klaver og komposition på Manchester Universitet og på Det Kongelige Musikkonservatorium i Manchester. Han studerede komposition videre på Musikkonservatoriet i München hos bl.a. Harald Genzmer. Han har skrevet 7 symfonier, orkesterværker, koncertmusik, kammermusik, korværker, scenemusik, balletmusik, solostykker for klaver etc. McCabe underviste i klaver på Cardiff Universitet og på Musikkonservatoriet i London. Han har ligeledes forfattet en biografi om komponisten Alan Rawsthorne.

## Udvalgte værker
- Symfoni nr. 1 "Elegi" (1965) - for orkester
- Symfoni nr. 2 (1971) - for orkester
- Symfoni nr. 3 "Hyldester" (1973) - for orkester
- Symfoni nr. 4 "Af tid og floden" (1993-1994) - for orkester
- Symfoni nr. 5 "Edward ll" (1998) - for orkester
- Symfoni nr. 6 "Symfoni på en Pavane" (2006) - for orkester
- Symfoni nr. 7 "Labyrint" (2007) - for orkester
- "Nat og daggry" (1970) - for sopran og orkester
- "Chagall vinduer" (1974) - for orkester
- Koncert (1982) - for orkester